# توماس كيلسو كريغتون
توماس كيلسو كريغتون هو سياسي كندي، ولد في 4 أبريل 1892 في Dorchester, Ontario ‏ في كندا، وتوفي في 20 أكتوبر 1973 في أوشاوا في كندا. نشط حزبياً في حزب أونتاريو المحافظ التقدمي. وقد انتخب عضو برلمان مقاطعة أونتاريو ‏.